# Monte Foster
Monte Foster es la cumbre más alta de la sierra Imeon, que se extiende en la isla Smith, una de las islas Shetland del Sur en la Antártida. Con una altitud de 2105 m s. n. m., es también la cumbre más alta del archipiélago de las islas Shetland del Sur. La montaña tiene tres cimas de las que monte Foster es la más austral; la cima central es pico Evogli (2090 m) y la más meridional es pico Antim (2070 m). Fue escalado por primera vez el 30 de enero de 1996 por un equipo de Nueva Zelanda dirigido por Greg Landreth. La montaña fue nombrada en honor al capitán británico Henry Foster, comandante del HMS Chanticleer, quién exploró las islas Shetland del Sur en 1829.

## Localización

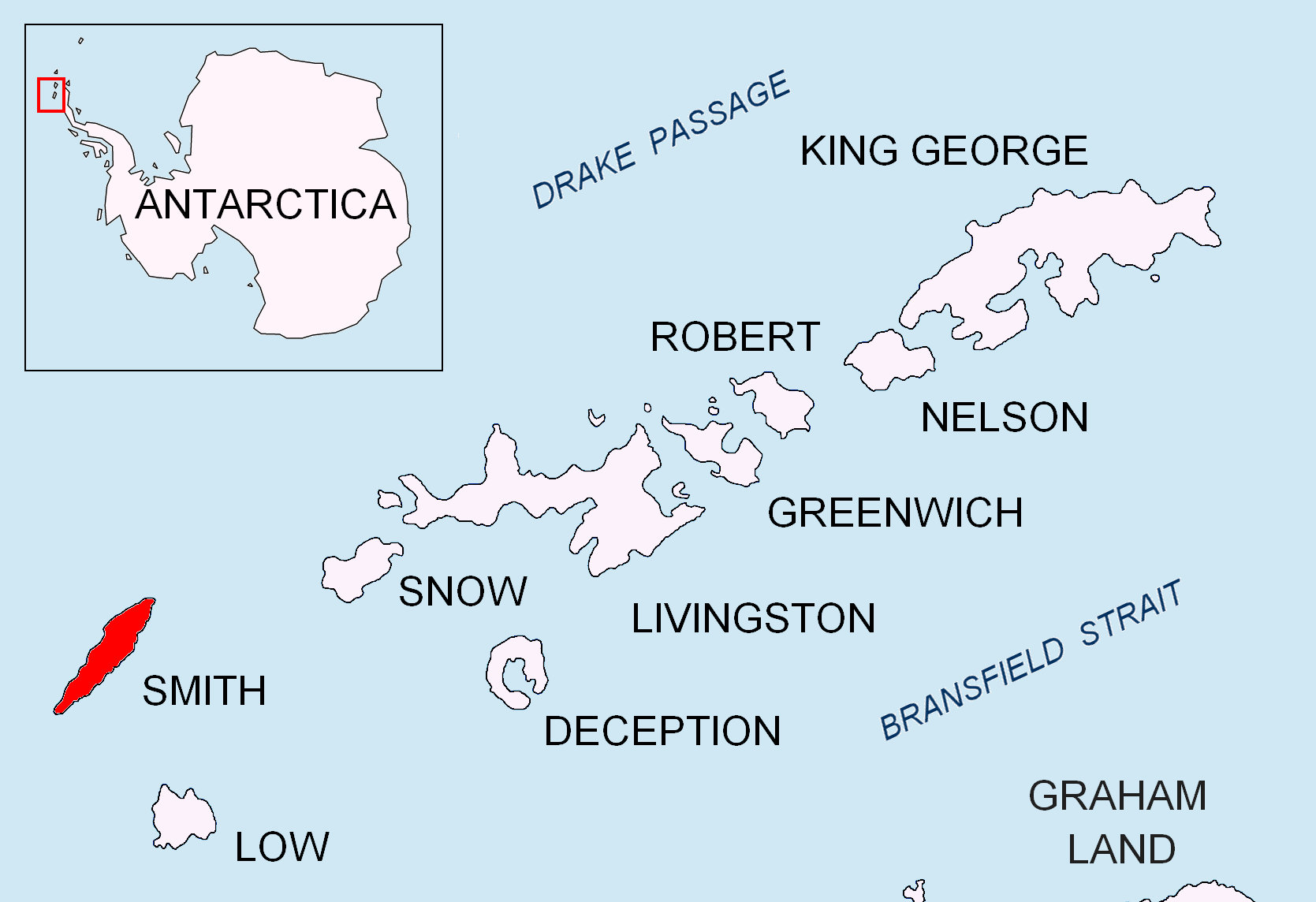
Localización de la isla Smith en el archipiélago de las islas Shetland del Sur.

El monte Foster se sitúa en la parte central de isla Smith en las coordenadas 62°59′48″S 62°32′55″O / -62.99667, -62.54861. 
Está conectado al suroeste al pico Slaveykov por el collado Zavet y su cumbre domina el glaciar Bistra en el oeste, el glaciar Chuprene en el norte-noroeste, el glaciar Rupite en el este, el glaciar Landreth en el sureste y el glaciar Dragoman en el sur-sureste. La cumbre está ubicada a 5,45 km al noreste de pico Riggs, 2,78 km al sur-sureste de punta Garmen, 7,64 km al suroeste de monte Pisgah y 3,86 km al norte-noroeste de punta Ivan Asen, según la cartografía búlgara de 2009.

## Mapas
- Mapa de las islas Shetland del Sur, incluida Coronation Island, &c. de la exploración de la balandra Dove en los años 1821 y 1822 por George Powell, comandante de la misma. Escala ca. 1:200000. Londres: Laurie, 1822.
- Ivanov, L.L. Antarctica: Livingston Island and Greenwich, Robert, Snow and Smith Islands. Mapa topográfico, escala 1:120000. Troyan: Manfred Wörner Foundation, 2010. ISBN 978-954-92032-9-5 (primera edición: 2009. ISBN 978-954-92032-6-4)
- South Shetland Islands: Smith and Low Islands. Mapa topográfico No. 13677, escala 1:150000. British Antarctic Survey, 2009.
- Antarctic Digital Database (ADD). Mapa topográfico de la Antártida, escala 1:250000. Scientific Committee on Antarctic Research (SCAR). Desde 1993, regularmente actualizado y actualizado.
- Ivanov, L.L. Antarctica: Livingston Island and Smith Island. Mapa topográfico, escala 1:100000. Manfred Wörner Foundation, 2017. ISBN 978-619-90008-3-0